# A Máscara (programa de televisão)
A Máscara é um programa de televisão português baseado no formato The Masked Singer. Neste programa, celebridades são mascaradas de uma personagem, escondendo assim a sua identidade real dos outros concorrentes, do júri e do público. Estreou a 1 de janeiro de 2020 na SIC, com a apresentação de João Manzarra.

## Formato
| Resumo | Resumo | Concorrentes | Episódios | Episódios | Originalmente exibido  | Originalmente exibido   | Finalistas                 | Finalistas                     | Finalistas                               |
| Resumo | Resumo | Concorrentes | Episódios | Episódios | Estreia da temporada   | Final da temporada      | 1º lugar                   | 2º lugar                       | 3º lugar                                 |
| ------ | ------ | ------------ | --------- | --------- | ---------------------- | ----------------------- | -------------------------- | ------------------------------ | ---------------------------------------- |
|        | 1      | 12           | 9         | 9         | 1 de janeiro de 2020   | 23 de fevereiro de 2020 | Rita Guerra como "Corvo"   | Padre Borga como "Astronauta"  | Raquel Tavares como "Pavão"              |
|        | 2      | 13           | 10        | 10        | 1 de janeiro de 2021   | 7 de março de 2021      | Pedro Granger como "Lobo"  | António Camelier como "Coelho" | Nuno Guerreiro como "Coruja"             |
|        | 3      | 13           | 10        | 10        | 18 de dezembro de 2021 | 19 de fevereiro de 2022 | Ivo Lucas como "Viking"    | Sérgio Rosado como "Cato"      | Kasha e Miguel Cristovinho como "Cisnes" |
|        | 4      | 12           | 9         | 9         | 18 de dezembro de 2021 | 19 de fevereiro de 2022 | Fátima Lopes como "Castor" | Ricardo Pereira como "Bróculo" | João Jesus como "Urso-polar"             |
|        | 5      | 18           | 12        | 12        | 1 de janeiro de 2025   | 2 de março de 2025      | Micaela como "Maçaroca"    | Júlia Palha como "Rato"        | Bruno de Carvalho como "Elefante"        |

Um grupo de famosos compete no programa anonimamente, utilizando roupa e máscara próprias de uma personagem fictícia, durante uma série de episódios. A cada episódio, os concorrentes são emparelhados em competições de "duelo", em que cada um executa uma música à sua escolha, na sua voz real. De cada duelo, os jurados e o público ao vivo votam; o vencedor passa para o episódio seguinte. No final do episódio, os perdedores dos duelos atuam novamente e são submetidos ao voto apenas do júri, que decide qual deles não avança para o episódio seguinte; o cantor eliminado tira a máscara para revelar sua identidade.
Além das atuações ao vivo, pistas para a identidade real de cada concorrente mascarado são dadas durante o episódio. As entrevistas pré-gravadas contém as pistas, e apresentam as vozes distorcidas dos concorrentes. Os jurados têm tempo para especular acerca da identidade do concorrente após a atuação, e podem fazer uma única pergunta para tentar determinar sua identidade.

### Cérebro de Ouro

Estatueta do Cérebro de Ouro.

A partir da terceira temporada, passou a ser atribuído o prémio "Cérebro de Ouro" para o investigador que tivesse mais pontos por acertar na identidade de cada máscara, sendo atribuído no fim de cada temporada.

## Produção
A 1 de dezembro de 2019 foi revelado que a SIC tinha comprado o formato, arracando a promoção do formato no mesmo dia, sem qualquer menção ao título do programa na versão portuguesa. A 4 de dezembro do mesmo ano foi revelado que o formato se iria chamar "A Máscara". A 3 de setembro de 2020, foi revelado que o programa foi renovado para uma segunda temporada, contando com 12 novas máscaras. A 20 de junho de 2021 foi revelado que iria haver uma terceira temporada do programa. Esta terceira temporada conta com 13 novas máscaras, sendo duas delas pela primeira vez uma dupla: os Cisnes (o Cisne Negro e o Cisne Branco respetivamente). A 5 de março de 2022, foi revelado que a SIC estaria a planear uma quarta temporada, tendo sido a 26 de setembro de 2023 confirmada a nova temporada, contando com 12 novas máscaras. A 8 de abril de 2024, foi revelado que a SIC iria avançar com uma quinta temporada, sendo oficialmente confirmado a 4 de setembro de 2024, com 18 novas máscaras, mais 6 que o habitual.
Todas as máscaras foram criadas a partir de uma empresa que se chama Linha Limão. Susana Campanhã, uma das criadoras das máscaras, explicou à revista TV 7 Dias que «entre o desenho, a pesquisa de materiais e depois a confeção» demoraram pouco mais de quatro meses para as máscaras serem feitas, existindo máscaras que “enganam” e muitas vezes as que parecem mais simples são as que dão mais dores de cabeça. «Há certas máscaras que parecem roubar mais tempo, pela dimensão das peças. Mas máscaras como o Esqueleto, por exemplo, requerem muito trabalho de revestimento e pormenor, e acabam por ser as mais demoradas» e todas elas pesam mais ou menos a mesma coisa, mas mesmo assim, o Dragão foi a máscara mais complicada «devido à complexidade da fisionomia, ao revestimento e às dimensões das diferentes peças» e é também a mais pesada (com mais ou menos 4.5kg) e a mais alta desta temporada (com 260cm), sendo que «a altura das máscaras também depende muito da altura do convidado que a veste». A artista afirma ainda que «a escolha das máscaras é feita entre a SIC e o departamento artístico da produtora», sendo que quando começa a produção das máscaras não recebem qualquer informação sobre quem as vai usar, recebendo numa fase posterior as medidas das máscaras para que tudo fique à medida de cada convidado, sem sequer nunca conhecerem as suas identidades. As máscaras «são minuciosamente embaladas e guardadas», não podendo os concorrentes de cada máscara ficar com as máscaras no fim de cada programa, afirma por fim a artista.

## Júri e apresentador
O júri é constituído pelo ator e humorista César Mourão, pela atriz e apresentadora Carolina Loureiro, pela cantora Sónia Tavares e pelo ator Jorge Corrula, tendo sido anunciado a 16 de dezembro de 2019. O apresentador é o João Manzarra. Na quarta temporada do formato, Sónia Tavares deixa de fazer parte do painel de jurados, por falta de compatibilidade, sendo substituída pela cantora e compositora Aurea.
| Apresentador | Jurado | Jurado convidado |

| Apresentadores | Edição | Edição | Edição  | Edição | Edição |
| Apresentadores | 2020   | 2021   | 2021-22 | 2024   | 2025   |
| -------------- | ------ | ------ | ------- | ------ | ------ |
| João Manzarra  |        |        |         |        |        |

| Jurados           | Edição | Edição | Edição    | Edição | Edição |
| Jurados           | 2020   | 2021   | 2021-2022 | 2024   | 2025   |
| ----------------- | ------ | ------ | --------- | ------ | ------ |
| César Mourão      |        |        |           |        |        |
| Carolina Loureiro |        |        |           |        |        |
| Sónia Tavares     |        |        |           |        |        |
| Jorge Corrula     |        |        |           |        |        |
| Aurea             |        |        |           |        |        |

## Temporada 1
A primeira temporada de A Máscara estreou na SIC a 1 de janeiro e terminou a 23 de fevereiro de 2020.

### Concorrentes
Aqui estão os concorrentes
| Máscara    | Identidade           | Ocupação     | Episódios | Episódios | Episódios | Episódios | Episódios | Episódios | Episódios | Episódios | Episódios | Episódios | Episódios | Episódios | Episódios |
| Máscara    | Identidade           | Ocupação     | 1         | 2         | 3         | 4         | 5         | 6         | 6         | 7         | 7         | 8         | 8         | 9         | 9         |
| Máscara    | Identidade           | Ocupação     | 1         | 2         | 3         | 4         | 5         | A         | B         | A         | B         | A         | B         | A         | B         |
| ---------- | -------------------- | ------------ | --------- | --------- | --------- | --------- | --------- | --------- | --------- | --------- | --------- | --------- | --------- | --------- | --------- |
| Corvo      | Rita Guerra          | Cantora      | VEN       |           | VEN       | VEN       | VEN       | RISCO     | VEN       | VEN       |           | VEN       | VEN       | VEN       | 1.º LUGAR |
| Astronauta | Padre Borga          | Padre/Cantor |           | VEN       | RISCO     | VEN       | RISCO     | RISCO     | VEN       | VEN       |           | VEN       | VEN       | RISCO     | 2.º LUGAR |
| Pavão      | Raquel Tavares       | Fadista      |           | RISCO     | VEN       | VEN       | RISCO     | VEN       |           | RISCO     | VEN       | VEN       | RISCO     | 3.º LUGAR |           |
| Borboleta  | Mariana Pacheco      | Atriz        | RISCO     |           | RISCO     | VEN       | VEN       | RISCO     | VEN       | RISCO     | VEN       | VEN       | ELIM      |           |           |
| Cavaleiro  | Windoh               | Youtuber     |           | RISCO     | VEN       | RISCO     | VEN       | RISCO     | RISCO     | RISCO     | RISCO     | ELIM      |           |           |           |
| Pantera    | Sara Carreira        | Cantora      |           | VEN       | RISCO     | VEN       | RISCO     | RISCO     | RISCO     | RISCO     | ELIM      |           |           |           |           |
| Leão       | João Paulo Rodrigues | Ator         |           | VEN       | VEN       | VEN       | VEN       | RISCO     | ELIM      |           |           |           |           |           |           |
| Monstro    | Maria João Abreu     | Atriz        | VEN       |           | RISCO     | RISCO     | ELIM      |           |           |           |           |           |           |           |           |
| Poodle     | Francisco Menezes    | Humorista    | VEN       |           | VEN       | ELIM      |           |           |           |           |           |           |           |           |           |
| Ananás     | Rogério Samora       | Ator         | RISCO     |           | ELIM      |           |           |           |           |           |           |           |           |           |           |
| Pérola     | Diana Pereira        | Modelo       |           | ELIM      |           |           |           |           |           |           |           |           |           |           |           |
| Cavalo     | Jel                  | Humorista    | ELIM      |           |           |           |           |           |           |           |           |           |           |           |           |

### Episódio 1 (1 de janeiro)
| #               | Máscara         | Canção                                               | Resultado  | Resultado |
| --------------- | --------------- | ---------------------------------------------------- | ---------- | --------- |
| 1               | Borboleta       | "Bang Bang" de Jessie J, Ariana Grande e Nicki Minaj | VENCEU     | VENCEU    |
| 2               | Monstro         | "Material Girl" de Madonna                           | RISCO      | RISCO     |
|                 |                 |                                                      |            |           |
| 3               | Ananás          | "Amor D'Água Fresca" de Dina                         | RISCO      | RISCO     |
| 4               | Corvo           | "Sweet Dreams (Are Made of This)" de Marilyn Manson  | VENCEU     | VENCEU    |
|                 |                 |                                                      |            |           |
| 5               | Poodle          | "Crazy in Love" de Beyoncé                           | VENCEU     | VENCEU    |
| 6               | Cavalo          | "O Corpo é que Paga" de António Variações            | RISCO      | RISCO     |
| Confronto final | Confronto final | Confronto final                                      | Identidade | Resultado |
| 1               | Borboleta       | "The Show Must Go On" de Queen                       | mascarado  | SALVO     |
| 2               | Ananás          | "Bella ciao"                                         | mascarado  | SALVO     |
| 3               | Cavalo          | "Hound Dog" de Big Mama Thornton                     | Jel        | ELIM      |

### Episódio 2 (5 de janeiro)
| #               | Máscara         | Canção                              | Resultado     | Resultado |
| --------------- | --------------- | ----------------------------------- | ------------- | --------- |
| 1               | Pavão           | "Re-tratamento" de Da Weasel        | RISCO         | RISCO     |
| 2               | Astronauta      | "O Sol" de Vitor Kley               | VENCEU        | VENCEU    |
|                 |                 |                                     |               |           |
| 3               | Pantera         | "Show das Poderosas" de Anitta      | VENCEU        | VENCEU    |
| 4               | Pérola          | "Diamonds" de Rihanna               | RISCO         | RISCO     |
|                 |                 |                                     |               |           |
| 5               | Cavaleiro       | "I Need This Girl" de Virgul        | RISCO         | RISCO     |
| 6               | Leão            | "Set Fire to the Rain" de Adele     | VENCEU        | VENCEU    |
| Confronto final | Confronto final | Confronto final                     | Identidade    | Resultado |
| 1               | Pavão           | "Sonhos de Menino" de Tony Carreira | mascarado     | SALVO     |
| 2               | Pérola          | "O Amor é Mágico" de Expensive Soul | Diana Pereira | ELIM      |
| 3               | Cavaleiro       | "Hotline Bling" de Drake            | mascarado     | SALVO     |

### Episódio 3 (11 de janeiro)
| #               | Máscara         | Canção                                           | Resultado      | Resultado |
| --------------- | --------------- | ------------------------------------------------ | -------------- | --------- |
| 1               | Monstro         | "Shake It Off" de Taylor Swift                   | RISCO          | RISCO     |
| 2               | Pavão           | "Back to Black" de Amy Winehouse                 | VENCEU         | VENCEU    |
|                 |                 |                                                  |                |           |
| 3               | Astronauta      | "Naptel Xulima" de HMB                           | RISCO          | RISCO     |
| 4               | Cavaleiro       | "Starboy" de The Weeknd                          | VENCEU         | VENCEU    |
|                 |                 |                                                  |                |           |
| 5               | Pantera         | "Love on the Brain" de Rihanna                   | RISCO          | RISCO     |
| 6               | Poodle          | "Treasure" de Bruno Mars                         | VENCEU         | VENCEU    |
|                 |                 |                                                  |                |           |
| 7               | Ananás          | "Garota de Ipanema" de Stan Getz e João Gilberto | RISCO          | RISCO     |
| 8               | Leão            | "Dancing on My Own" de Calum Scott               | VENCEU         | VENCEU    |
|                 |                 |                                                  |                |           |
| 9               | Borboleta       | "Lady Marmalade" de Labelle                      | RISCO          | RISCO     |
| 10              | Corvo           | "Não Posso Mais" de Pedro Abrunhosa              | VENCEU         | VENCEU    |
| Confronto final | Confronto final | Confronto final                                  | Identidade     | Resultado |
| 1               | Monstro         | mascarado                                        | mascarado      | VENCEU    |
| 2               | Pantera         | mascarado                                        | mascarado      | VENCEU    |
| 3               | Astronauta      | "Frágil" de Jorge Palma                          | mascarado      | SALVO     |
| 4               | Ananás          | "Feeling Good" de Nina Simone                    | Rogério Samora | ELIM      |
| 5               | Borboleta       | "Desfolhada" de Simone de Oliveira               | mascarado      | SALVO     |

### Episódio 4 (18 e 19 de janeiro)
| #               | Máscara         | Canção                                                | Resultado         | Resultado |
| --------------- | --------------- | ----------------------------------------------------- | ----------------- | --------- |
| 1               | Leão            | "Shape of You" de Ed Sheeran                          | VENCEU            | VENCEU    |
| 2               | Borboleta       | "I Put a Spell on You" de Screamin' Jay Hawkins       | VENCEU            | VENCEU    |
| 3               | Cavaleiro       | "Põe a Mão no Ar" de Mundo Secreto                    | RISCO             | RISCO     |
|                 |                 |                                                       |                   |           |
| 4               | Pavão           | "Can't Take My Eyes of You" de Gloria Gaynor          | VENCEU            | VENCEU    |
| 5               | Poodle          | "Kiss" de Prince                                      | RISCO             | RISCO     |
| 6               | Corvo           | "The Sounds of Silence" de Simon & Garfunkel          | VENCEU            | VENCEU    |
|                 |                 |                                                       |                   |           |
| 7               | Astronauta      | "Fácil de Entender" de The Gift                       | VENCEU            | VENCEU    |
| 8               | Pantera         | "One Way or Another (Teenage Kicks)" de One Direction | VENCEU            | VENCEU    |
| 9               | Monstro         | "Always Remember Us This Way" de Lady Gaga            | RISCO             | RISCO     |
| Confronto final | Confronto final | Confronto final                                       | Identidade        | Resultado |
| 1               | Cavaleiro       | "Havana" de Camila Cabello                            | mascarado         | SALVO     |
| 2               | Poodle          | "Billie Jean" de Michael Jackson                      | Francisco Menezes | ELIM      |
| 3               | Monstro         | "So What" de Pink                                     | mascarado         | SALVO     |

### Episódio 5 (25 e 26 de janeiro)
Atuação especial: Camaleão (António Sala) cantou "20 Anos" de José Cid.
| #               | Máscara         | Canção                                              | Resultado        | Resultado |
| --------------- | --------------- | --------------------------------------------------- | ---------------- | --------- |
| 1               | Pantera         | "thank u, next" de Ariana Grande                    | RISCO            | RISCO     |
| 2               | Cavaleiro       | "Hip Hop (Sou Eu e és Tu)" de Boss AC               | VENCEU           | VENCEU    |
|                 |                 |                                                     |                  |           |
| 3               | Borboleta       | "Natural Woman" de Aretha Franklin                  | VENCEU           | VENCEU    |
| 4               | Astronauta      | "Estou Além" de António Variações                   | RISCO            | RISCO     |
|                 |                 |                                                     |                  |           |
| 5               | Corvo           | "Don't Stop 'Til You Get Enough" de Michael Jackson | VENCEU           | VENCEU    |
| 6               | Pavão           | "Pica do 7" de António Zambujo                      | RISCO            | RISCO     |
|                 |                 |                                                     |                  |           |
| 7               | Leão            | "Highway to Hell" de AC/DC                          | VENCEU           | VENCEU    |
| 8               | Monstro         | "The Lazy Song" de Bruno Mars                       | RISCO            | RISCO     |
| Confronto final | Confronto final | Confronto final                                     | Identidade       | Resultado |
| 1               | Astronauta      | mascarado                                           | mascarado        | VENCEU    |
| 2               | Pantera         | "A Gaivota" de Amália Rodrigues                     | mascarado        | SALVO     |
| 3               | Pavão           | "La Vie en rose" de Édith Piaf                      | mascarado        | SALVO     |
| 4               | Monstro         | "Love of my life" de Queen                          | Maria João Abreu | ELIM      |

### Episódio 6 (1 e 2 de fevereiro)
Atuação especial: Camaleão (Ágata) cantou "Cheguei" de Ludmilla.
| # | Máscara    | Canção                               | Resultado | Resultado |
| - | ---------- | ------------------------------------ | --------- | --------- |
| 1 | Corvo      | "Supermassive Black Hole" de Muse    | RISCO     | RISCO     |
| 2 | Leão       | "Unstoppable" de Sia                 | RISCO     | RISCO     |
| 3 | Pantera    | "If I Ain't Got You" de Alicia Keys  | RISCO     | RISCO     |
| 4 | Astronauta | "Bem bom" de Doce                    | RISCO     | RISCO     |
| 5 | Borboleta  | "Smells Like Teen Spirit" de Nirvana | RISCO     | RISCO     |
| 6 | Cavaleiro  | "Unforgettable" de French Montana    | RISCO     | RISCO     |
| 7 | Pavão      | "Felices los 4" de Maluma            | VENCEU    | VENCEU    |

| # | Máscara    | Canção                          | Identidade           | Resultado |
| - | ---------- | ------------------------------- | -------------------- | --------- |
| 1 | Corvo      | "Moves like Jagger" de Maroon 5 | mascarado            | VENCEU    |
| 2 | Leão       | "You Say" de Lauren Daigle      | João Paulo Rodrigues | ELIM      |
|   |            |                                 |                      |           |
| 3 | Pantera    | "New Rules" de Dua Lipa         | mascarado            | RISCO     |
| 4 | Astronauta | "Não Me Toca" de Anselmo Ralph  | mascarado            | VENCEU    |
|   |            |                                 |                      |           |
| 5 | Borboleta  | "Problema de Expressão" de Clã  | mascarado            | VENCEU    |
| 6 | Cavaleiro  | "Blurred Lines" de Robin Thicke | mascarado            | RISCO     |

### Episódio 7 (8 e 9 de fevereiro)
Atuação especial: Camaleão (Nelson Évora) cantou "I Got You (I Feel Good)" de James Brown.
| # | Máscara    | Canção                              | Resultado | Resultado |
| - | ---------- | ----------------------------------- | --------- | --------- |
| 1 | Pantera    | "It's My Life" de Bon Jovi          | RISCO     | RISCO     |
| 2 | Borboleta  | "Faz Gostoso" de Blaya              | RISCO     | RISCO     |
| 3 | Cavaleiro  | "24K Magic" de Bruno Mars           | RISCO     | RISCO     |
| 4 | Pavão      | "Respect" de Aretha Franklin        | RISCO     | RISCO     |
| 5 | Astronauta | "Playback" de Carlos Paião          | VENCEU    | VENCEU    |
| 6 | Corvo      | "I Was Made for Lovin' You" de Kiss | VENCEU    | VENCEU    |

| # | Máscara   | Canção                                        | Identidade    | Resultado |
| - | --------- | --------------------------------------------- | ------------- | --------- |
| 1 | Pantera   | "Single Ladies (Put a Ring on It)" de Beyoncé | Sara Carreira | ELIM      |
| 2 | Borboleta | "It's a Man's Man's World" de James Brown     | mascarado     | VENCEU    |
|   |           |                                               |               |           |
| 3 | Cavaleiro | "Do You No Wrong" de Richie Campbell          | mascarado     | RISCO     |
| 4 | Pavão     | "Big Spender" de Shirley Bassey               | mascarado     | VENCEU    |

### Episódio 8 (15 e 16 de fevereiro)
Atuação especial: Camaleão (Madjer) cantou "Dizer Que Não" de Dengaz.
| # | Máscara    | Canção                                      | Identidade | Resultado |
| - | ---------- | ------------------------------------------- | ---------- | --------- |
| 1 | Astronauta | "Coração não tem idade" de Toy              | mascarado  | SALVO     |
| 2 | Borboleta  | "Bring Me to Life" de Evanescence           | mascarado  | SALVO     |
| 3 | Pavão      | "The Ketchup Song (Aserejé)" de Las Ketchup | mascarado  | SALVO     |
| 4 | Corvo      | "Wuthering Heights" de Kate Bush            | mascarado  | SALVO     |
| 5 | Cavaleiro  | "Sorry" de Justin Bieber                    | Windoh     | ELIM      |

| #               | Máscara         | Canção                                               | Resultado       | Resultado |
| --------------- | --------------- | ---------------------------------------------------- | --------------- | --------- |
| 1               | Astronauta      | "Sexta-Feira (Emprego Bom Já)" de Boss AC            | VENCEU          | VENCEU    |
| 2               | Borboleta       | "Con te partirò" de Andrea Bocelli                   | RISCO           | RISCO     |
|                 |                 |                                                      |                 |           |
| 3               | Pavão           | "It's Oh So Quiet" de Betty Hutton                   | RISCO           | RISCO     |
| 4               | Corvo           | "Get Lucky" de Daft Punk                             | VENCEU          | VENCEU    |
| Confronto final | Confronto final | Confronto final                                      | Identidade      | Resultado |
| 1               | Borboleta       | "Bang Bang" de Jessie J, Ariana Grande e Nicki Minaj | Mariana Pacheco | ELIM      |
| 2               | Pavão           | "Re-tratamento" de Da Weasel                         | mascarado       | SALVO     |

### Episódio 9 (22 e 23 de fevereiro)
Atuação especial: Camaleão (Roberta Medina) cantou "I Don't Care" de Ed Sheeran e Justin Bieber.
| # | Máscara    | Canção                          | Identidade     | Resultado |
| - | ---------- | ------------------------------- | -------------- | --------- |
| 1 | Pavão      | "All That Jazz" de Chicago      | RISCO          | RISCO     |
| 2 | Astronauta | "Perdoa" de Os Anjos            | RISCO          | RISCO     |
| 3 | Corvo      | "It's Not Unusual" de Tom Jones | VENCEU         | VENCEU    |
| # | Máscara    | Canção                          | Resultado      | Resultado |
| 1 | Pavão      | "Tá Escrito" de Grupo Revelação | Raquel Tavares | 3.º LUGAR |
| 2 | Astronauta | "Loucos" de Matias Damásio      | mascarado      | SALVO     |

| # | Máscara    | Canção                                  |
| - | ---------- | --------------------------------------- |
| 1 | Corvo      | "Bad Guy" de Billie Eilish              |
| 2 | Astronauta | "Menina Estás à Janela" de 4 Rave Songs |

| # | Máscara    | Canção                                      | Identidade  | Resultado |
| - | ---------- | ------------------------------------------- | ----------- | --------- |
| 1 | Corvo      | "Feel It Still" de Portugal. The Man        | Rita Guerra | 1.º LUGAR |
| 2 | Astronauta | "Como o Macaco Gosta de Banana" de José Cid | Padre Borga | 2.º LUGAR |

## Temporada 2
A segunda temporada de A Máscara estreou na SIC a 1 de janeiro e terminou a 7 de março de 2021.

### Concorrentes
| Máscara         | Identidade        | Ocupação     | Episódios | Episódios | Episódios | Episódios | Episódios | Episódios | Episódios | Episódios | Episódios | Episódios | Episódios |
| Máscara         | Identidade        | Ocupação     | 1         | 2         | 3         | 4         | 5         | 6         | 7         | 8         | 9         | 10        | 10        |
| Máscara         | Identidade        | Ocupação     | 1         | 2         | 3         | 4         | 5         | 6         | 7         | 8         | 9         | 10A       | 10B       |
| --------------- | ----------------- | ------------ | --------- | --------- | --------- | --------- | --------- | --------- | --------- | --------- | --------- | --------- | --------- |
| Lobo            | Pedro Granger     | Ator         |           |           | RISCO     |           | RISCO     | SALVO     |           | RISCO     |           | RISCO     | 1.º LUGAR |
| Coelho          | António Camelier  | Ator         |           |           | RISCO     |           |           |           | SALVO     |           | RISCO     |           | 2º LUGAR  |
| Coruja          | Nuno Guerreiro    | Cantor       |           |           |           |           |           |           | SALVO     |           |           | RISCO     | 3.º LUGAR |
| Unicórnio       | April Ivy         | Cantora      | RISCO     |           |           | RISCO     | SALVO     | RISCO     | RISCO     |           | ELIM      |           |           |
| Dinosauro       | Xana Abreu        | Cantora      |           |           | CONV      |           | RISCO     | RISCO     |           | ELIM      |           |           |           |
| Banana          | Bruno Cabrerizo   | Ator         |           |           | RISCO     |           |           |           | ELIM      |           |           |           |           |
| Gelado          | Rui Santos        | Jornalista   |           |           |           |           |           | ELIM      |           |           |           |           |           |
| Árvore          | Noémia Costa      | Atriz        |           | RISCO     |           | RISCO     | ELIM      |           |           |           |           |           |           |
| Tigre           | Mónica Sintra     | Cantora      |           | RISCO     |           | ELIM      |           |           |           |           |           |           |           |
| Bulldog Francês | Adelaide Ferreira | Cantora      |           |           | ELIM      |           |           |           |           |           |           |           |           |
| Abelha          | Filipa Nascimento | Atriz/Modelo | RISCO     |           | ELIM      |           |           |           |           |           |           |           |           |
| Lagostim        | Telma Monteiro    | Judoca       |           | ELIM      |           |           |           |           |           |           |           |           |           |
| Robot           | Luís Represas     | Cantor       | ELIM      |           |           |           |           |           |           |           |           | CONV      |           |

## Temporada 3
A terceira temporada de A Máscara estreou na SIC a 18 de dezembro de 2021. Terminou a 19 de fevereiro de 2022.
Teve um especial de Fim de Ano, a 31 de dezembro de 2021. Nele, as máscaras da edição que se encontram em competição não estão em competição, porém, fazem atuações em dueto. Já as outras máscaras de outras edições cujas máscaras contam com mascarados diferentes, atuam em trio.
A vencedora do primeiro prémio do Cérebro de Ouro foi a investigadora Carolina Loureiro.

### Concorrentes
| Máscara         | Máscara         | Identidade          | Ocupação            | Episódios | Episódios | Episódios | Episódios | Episódios | Episódios | Episódios | Episódios | Episódios | Episódios | Episódios |
| Máscara         | Máscara         | Identidade          | Ocupação            | 1         | 2         | 3         | 4         | 5         | 6         | 6         | 7         | 8         | 9         | 9         |
| Máscara         | Máscara         | Identidade          | Ocupação            | 1         | 2         | 3         | 4         | 5         | A         | B         | 7         | 8         | A         | B         |
| --------------- | --------------- | ------------------- | ------------------- | --------- | --------- | --------- | --------- | --------- | --------- | --------- | --------- | --------- | --------- | --------- |
| Viking          | Viking          | Ivo Lucas           | Ator/Cantor         | VEN       |           | RISCO     | RISCO     | VEN       | VEN       | VEN       | VEN       | VEN       | VEN       | 1.º LUGAR |
| Cato            | Cato            | Sérgio Rosado       | Cantor              |           | RISCO     | VEN       | VEN       | RISCO     | VEN       | VEN       | VEN       | VEN       | RISCO     | 2.º LUGAR |
| Cisnes          | Cisne Branco    | Miguel Cristovinho  | Cantor              | VEN       |           | RISCO     | VEN       | VEN       | VEN       | RISCO     | VEN       | RISCO     | 3.º LUGAR |           |
| Cisnes          | Cisne Negro     | Kasha               | Cantor              | VEN       |           | RISCO     | VEN       | VEN       | VEN       | RISCO     | VEN       | RISCO     | 3.º LUGAR |           |
| Esqueleto       | Esqueleto       | Renato Godinho      | Ator                |           | VEN       | VEN       | RISCO     | VEN       | VEN       | RISCO     | VEN       | ELIM      |           |           |
| Galo            | Galo            | Fernando Rocha      | Humorista/Ator      |           | RISCO     | VEN       | VEN       | RISCO     | VEN       | VEN       | ELIM      |           |           |           |
| Dragão          | Dragão          | Fernando Pereira    | Cantor              | RISCO     |           | RISCO     | VEN       | RISCO     | VEN       | ELIM      |           |           |           |           |
| Polvo           | Polvo           | Soraia Tavares      | Atriz/Cantora       | VEN       |           | RISCO     | VEN       | VEN       | ELIM      |           |           |           |           |           |
| Rainha de Copas | Rainha de Copas | Luana Piovani       | Atriz               |           | VEN       | VEN       | VEN       | ELIM      |           |           |           |           |           |           |
| Gafanhoto       | Gafanhoto       | Carolina Patrocínio | Apresentadora       |           | VEN       | VEN       | ELIM      |           |           |           |           |           |           |           |
| Orangotango     | Orangotango     | Tino de Rans        | Calceteiro/Político | RISCO     |           | ELIM      |           |           |           |           |           |           |           |           |
| Cachorro-quente | Cachorro-quente | Jorge Fonseca       | Judoca              |           | ELIM      |           |           |           |           |           |           |           |           |           |
| Gata            | Gata            | Bárbara Guimarães   | Apresentadora       | ELIM      |           |           |           |           |           |           |           |           |           |           |

Episodio 1

## Temporada 4
A quarta temporada de A Máscara estreou na SIC a 1 de janeiro e terminou a 24 de março de 2024.
Para a quarta temporada, foi criado o botão de emergência, que pode ser ativado por um/dois/três dos investigadores (ou até todos em conjunto), consistindo em ser acionado quando há 100% de certeza que se descobriu a identidade de alguma máscara. Se o palpite estiver correto, a máscara em questão é desmascarada e ficam garantidos 10 pontos extra para o "Cérebro de Ouro". Mas, se estiver incorreto, são retirados 5 pontos na competição para o "Cérebro de Ouro" para quem não acertou na identidade do mascarado.
O vencedor do segundo prémio do Cérebro de Ouro foi o investigador César Mourão, que após empatar com a investigadora Carolina Loureiro, a mesma decidiu atribuir-lhe o prémio.

### Concorrentes
| Máscara          | Identidade        | Ocupação                 | Episódios | Episódios | Episódios | Episódios | Episódios | Episódios | Episódios | Episódios | Episódios | Episódios | Episódios | Episódios | Episódios |
| Máscara          | Identidade        | Ocupação                 | 1         | 2         | 3         | 4         | 5         | 6         | 6         | 7         | 7         | 8         | 8         | 9         | 9         |
| Máscara          | Identidade        | Ocupação                 | 1         | 2         | 3         | 4         | 5         | A         | B         | A         | B         | A         | B         | A         | B         |
| ---------------- | ----------------- | ------------------------ | --------- | --------- | --------- | --------- | --------- | --------- | --------- | --------- | --------- | --------- | --------- | --------- | --------- |
| Castor           | Fátima Lopes      | Apresentadora            |           | RISCO     | RISCO     | VEN       | VEN       | RISCO     | VEN       | VEN       | RISCO     | VEN       | VEN       | VEN       | 1.º LUGAR |
| Bróculo          | Ricardo Pereira   | Ex-futebolista           | RISCO     |           | VEN       | VEN       | VEN       | VEN       | RISCO     | VEN       | VEN       | VEN       | VEN       | RISCO     | 2.º LUGAR |
| Urso-polar       | João Jesus        | Ator                     | VEN       |           | RISCO     | VEN       | RISCO     | VEN       | RISCO     | VEN       | VEN       | RISCO     | RISCO     | 3.º LUGAR |           |
| Carrossel        | Ana Bacalhau      | Cantora                  | VEN       |           | VEN       | VEN       | RISCO     | VEN       | VEN       | VEN       | RISCO     | VEN       | ELIM      |           |           |
| Bola de espelhos | Bárbara Branco    | Atriz                    |           | VEN       | VEN       | VEN       | VEN       | VEN       | VEN       | RISCO     | ELIM      |           |           |           |           |
| Burro            | Carla Andrino     | Atriz                    |           | VEN       | VEN       | VEN       | VEN       | VEN       | ELIM      |           |           |           |           |           |           |
| Caracol          | Eduardo Madeira   | Ator                     |           | VEN       | VEN       | RISCO     | RISCO     | ELIM      |           |           |           |           |           |           |           |
| Flamingo         | Marco Horácio     | Humorista/Apresentador   |           | RISCO     | VEN       | RISCO     | ELIM      |           |           |           |           |           |           |           |           |
| Camelo           | Wanda Stuart      | Cantora                  | VEN       |           | VEN       | ELIM      |           |           |           |           |           |           |           |           |           |
| Camelo           | Eva Stuart        | Cantora                  | VEN       |           | VEN       | ELIM      |           |           |           |           |           |           |           |           |           |
| Serpente         | Tatanka           | Cantor                   | RISCO     |           | ELIM      |           |           |           |           |           |           |           |           |           |           |
| Telemóvel        | Isabela Valadeiro | Atriz                    |           | ELIM      |           |           |           |           |           |           |           |           |           |           |           |
| Cavalo-marinho   | Conceição Lino    | Jornalista/Apresentadora | ELIM      |           |           |           |           |           |           |           |           |           |           |           |           |

### Episódio 1 (1 de janeiro)
Atuações especiais: Aurea cantou "Diamonds" de Rihanna; Camaleão (Toy) cantou "You Are So Beautiful" de Joe Cocker.
| #               | Máscara         | Canção                                    | Resultado      | Resultado |
| --------------- | --------------- | ----------------------------------------- | -------------- | --------- |
| 1               | Bróculo         | "Amor D'Água Fresca" de Dina              | RISCO          | RISCO     |
| 2               | Camelo          | "Frozen" de Madonna                       | VENCEU         | VENCEU    |
|                 |                 |                                           |                |           |
| 3               | Carrossel       | "…Baby One More Time" de Britney Spears   | VENCEU         | VENCEU    |
| 4               | Serpente        | "Can't Feel My Face" de The Weeknd        | RISCO          | RISCO     |
|                 |                 |                                           |                |           |
| 5               | Urso-polar      | "Baile de Verão" de José Malhoa           | VENCEU         | VENCEU    |
| 6               | Cavalo-marinho  | "Young and Beautiful" de Lana Del Rey     | RISCO          | RISCO     |
| Confronto final | Confronto final | Confronto final                           | Identidade     | Resultado |
| 1               | Bróculo         | "Vou Alugar Um Quarto" de Jorge Guerreiro | mascarado      | SALVO     |
| 2               | Serpente        | "Unholy" de Sam Smith e Kim Petras        | mascarado      | SALVO     |
| 3               | Cavalo-marinho  | "Flowers" de Miley Cyrus                  | Conceição Lino | ELIM      |

### Episódio 2 (6 e 7 de janeiro)
Atuação especial: Camaleão (Saul Ricardo) cantou "Te Amo" de Calema.
| #               | Máscara          | Canção                                      | Resultado         | Resultado |
| --------------- | ---------------- | ------------------------------------------- | ----------------- | --------- |
| 1               | Castor           | "Cheguei" de Ludmilla                       | RISCO             | RISCO     |
| 2               | Bola de espelhos | "Man! I Feel Like a Woman!" de Shania Twain | VENCEU            | VENCEU    |
|                 |                  |                                             |                   |           |
| 3               | Burro            | "Na Sola da Bota" de Rionegro & Solimões    | VENCEU            | VENCEU    |
| 4               | Telemóvel        | "Azar na Praia" de Nel Monteiro             | RISCO             | RISCO     |
|                 |                  |                                             |                   |           |
| 5               | Flamingo         | "Oops!… I Did It Again" de Britney Spears   | RISCO             | RISCO     |
| 6               | Caracol          | "Dialectos de Ternura" de Da Weasel         | VENCEU            | VENCEU    |
| Confronto final | Confronto final  | Confronto final                             | Identidade        | Resultado |
| 1               | Castor           | "Mamma Mia" de ABBA                         | mascarado         | SALVO     |
| 2               | Telemóvel        | "Busy (For Me)" de Aurea                    | Isabela Valadeiro | ELIM      |
| 3               | Flamingo         | "It's Oh So Quiet" de Björk                 | mascarado         | SALVO     |

### Episódio 3 (13 e 20 de janeiro)
Atuação especial: Camaleão (Virgilio Castelo) cantou "Highway to Hell" de AC/DC.
| #               | Máscara          | Canção                                      | Resultado  | Resultado |
| --------------- | ---------------- | ------------------------------------------- | ---------- | --------- |
| 1               | Flamingo         | "Viva la Vida" de Coldplay                  | RISCO      | RISCO     |
| 2               | Carrossel        | "Hung Up" de Madonna                        | VENCEU     | VENCEU    |
|                 |                  |                                             |            |           |
| 3               | Burro            | "O Burrito" de Fernando Correia Marques     | VENCEU     | VENCEU    |
| 4               | Serpente         | "The Sound of Silence" de Simon & Garfunkel | RISCO      | RISCO     |
|                 |                  |                                             |            |           |
| 5               | Bróculo          | "Não Me Toca" de Anselmo Ralph              | VENCEU     | VENCEU    |
| 6               | Urso-polar       | "Feeling Good" de Michael Bublé             | RISCO      | RISCO     |
|                 |                  |                                             |            |           |
| 7               | Bola de espelhos | "Comunhão de Bens" de Ágata                 | RISCO      | RISCO     |
| 8               | Camelo           | "Nothing Else Matters" de Metallica         | VENCEU     | VENCEU    |
|                 |                  |                                             |            |           |
| 9               | Caracol          | "És Tão Sensual" de Toy                     | VENCEU     | VENCEU    |
| 10              | Castor           | "Havana" de Camila Cabello                  | RISCO      | RISCO     |
| Confronto final | Confronto final  | Confronto final                             | Identidade | Resultado |
| 1               | Bola de espelhos | mascarado                                   | mascarado  | VENCEU    |
| 2               | Flamingo         | mascarado                                   | mascarado  | VENCEU    |
| 3               | Serpente         | "Poker Face" de Lady Gaga                   | Tatanka    | ELIM      |
| 4               | Urso-polar       | "Ninguém Ninguém" de Marco Paulo            | mascarado  | SALVO     |
| 5               | Castor           | "Physical" de Dua Lipa                      | mascarado  | SALVO     |

### Episódio 4 (2 e 3 de fevereiro)
Atuação especial: Camaleão (Paula Lobo Antunes) cantou "Watermelon Sugar" de Harry Styles.
| #               | Máscara          | Canção                                  | Resultado                 | Resultado |
| --------------- | ---------------- | --------------------------------------- | ------------------------- | --------- |
| 1               | Caracol          | "Mestre da Culinária" de Quim Barreiros | RISCO                     | RISCO     |
| 2               | Bola de espelhos | "Womanizer" de Britney Spears           | VENCEU                    | VENCEU    |
| 3               | Burro            | "Rapunzel" de Daniela Mercury           | VENCEU                    | VENCEU    |
|                 |                  |                                         |                           |           |
| 4               | Flamingo         | "Shake it Off" de Taylor Swift          | RISCO                     | RISCO     |
| 5               | Castor           | "Believe" de Cher                       | VENCEU                    | VENCEU    |
| 6               | Carrossel        | "Barbie Girl" de Aqua                   | VENCEU                    | VENCEU    |
|                 |                  |                                         |                           |           |
| 7               | Bróculo          | "Bailando" de Enrique Iglesias          | VENCEU                    | VENCEU    |
| 8               | Camelo           | "Heart of Glass" de Miley Cyrus         | RISCO                     | RISCO     |
| 9               | Urso-polar       | "Milla" de Netinho                      | VENCEU                    | VENCEU    |
| Confronto final | Confronto final  | Confronto final                         | Identidade                | Resultado |
| 1               | Caracol          | "A Minha Casinha" de Xutos & Pontapés   | mascarado                 | SALVO     |
| 2               | Camelo           | "It's Raining Men" de Geri Halliwell    | Wanda Stuart e Eva Stuart | ELIM      |
| 3               | Flamingo         | "As It Was" de Harry Styles             | mascarado                 | SALVO     |

### Episódio 5 (10 e 11 de fevereiro)
Atuação especial: Camaleão (Ricardo Pereira) cantou "Hawái" de Maluma.
| #               | Máscara          | Canção                                         | Resultado     | Resultado |
| --------------- | ---------------- | ---------------------------------------------- | ------------- | --------- |
| 1               | Castor           | "Call Me Maybe" de Carly Rae Jepsen            | VENCEU        | VENCEU    |
| 2               | Urso-polar       | "Eu Gosto é do Verão" de A Fúria do Açúcar     | RISCO         | RISCO     |
|                 |                  |                                                |               |           |
| 3               | Bróculo          | "O Corpo é que Paga" de António Variações      | VENCEU        | VENCEU    |
| 4               | Carrossel        | "Despechá" de Rosalía                          | RISCO         | RISCO     |
|                 |                  |                                                |               |           |
| 5               | Flamingo         | "Can't Stop the Feeling!" de Justin Timberlake | RISCO         | RISCO     |
| 6               | Burro            | "Zumba na Caneca" de Tonicha                   | VENCEU        | VENCEU    |
|                 |                  |                                                |               |           |
| 7               | Caracol          | "O Bicho" de Iran Costa                        | RISCO         | RISCO     |
| 8               | Bola de espelhos | "Jolene" de Miley Cyrus                        | VENCEU        | VENCEU    |
| Confronto final | Confronto final  | Confronto final                                | Identidade    | Resultado |
| 1               | Bola de espelhos | mascarado                                      | mascarado     | VENCEU    |
| 2               | Urso-polar       | "Ai, Se Eu Te Pego" de Michel Teló             | mascarado     | SALVO     |
| 3               | Flamingo         | "Bad Habits" de Ed Sheeran                     | Marco Horácio | ELIM      |
| 4               | Caracol          | "Piradinha" de Gabriel Valim                   | mascarado     | SALVO     |

### Episódio 6 (17 e 18 de fevereiro)
| # | Máscara          | Canção                              | Identidade      | Resultado |
| - | ---------------- | ----------------------------------- | --------------- | --------- |
| 1 | Urso-polar       | "Paparazzi" de Lady Gaga            | mascarado       | VENCEU    |
| 2 | Caracol          | "Ai Se Ele Cai" de Xutos & Pontapés | Eduardo Madeira | ELIM      |
| 3 | Castor           | "Hot n Cold" de Katy Perry          | mascarado       | RISCO     |
| 4 | Brócolo          | "Comi-lhe o Melão" por Saul Ricardo | mascarado       | VENCEU    |
| 5 | Bola de espelhos | "Hush Hush" de The Pussycat Dolls   | mascarado       | VENCEU    |
| 6 | Burro            | "Show das Poderosas" de Anitta      | mascarado       | VENCEU    |
| 7 | Carrossel        | "Save Your Tears" de The Weeknd     | mascarado       | VENCEU    |

| #               | Máscara          | Canção                           | Resultado     | Resultado |
| --------------- | ---------------- | -------------------------------- | ------------- | --------- |
| 1               | Urso-polar       | "Party Rock Anthem" de LMFAO     | RISCO         | RISCO     |
| 2               | Castor           | "Sushi" de Nenny                 | VENCEU        | VENCEU    |
|                 |                  |                                  |               |           |
| 3               | Brócolo          | "Conquistador" de Da Vinci       | RISCO         | RISCO     |
| 4               | Bola de espelhos | "Dancing Queen" de ABBA          | VENCEU        | VENCEU    |
|                 |                  |                                  |               |           |
| 5               | Carrossel        | "Arerê" de Ivete Sangalo         | VENCEU        | VENCEU    |
| 6               | Burro            | "Tic, Tic Tac" de Carrapicho     | RISCO         | RISCO     |
| Confronto final | Confronto final  | Confronto final                  | Identidade    | Resultado |
| 1               | Urso-polar       | "Sexyback" de Justin Timberlake  | mascarado     | SALVO     |
| 2               | Brócolo          | "Vida de Marinheiro" de Sitiados | mascarado     | SALVO     |
| 3               | Burro            | "Sorte Grande" de Ivete Sangalo  | Carla Andrino | ELIM      |

### Episódio 7 (25 e 26 de fevereiro)
Atuação especial: Camaleão (Rui Unas) cantou "Tu És a que Eu Quero" de José Pinhal.
| # | Máscara          | Canção                                        | Resultado |       |
| - | ---------------- | --------------------------------------------- | --------- | ----- |
| 1 | Brócolo          | "Eu Sei, Tu És" de Santamaria                 | VENCEU    |       |
| 2 | Carrossel        | "Single Ladies (Put a Ring on It)" de Beyoncé | VENCEU    |       |
| 3 | Castor           | "New Rules" de Dua Lipa                       | VENCEU    |       |
| 4 | Bola de espelhos | "Good 4 U" de Olivia Rodrigo                  | RISCO     | RISCO |
| 5 | Urso-polar       | "Loucos" de Matias Damásio                    | VENCEU    |       |

| #               | Máscara          | Canção                                  | Resultado      | Resultado |
| --------------- | ---------------- | --------------------------------------- | -------------- | --------- |
| 1               | Brócolo          | "Aiué do Roça Roça" de Némanus          | VENCEU         | VENCEU    |
| 2               | Carrossel        | "Tik Tok" de Kesha                      | RISCO          | RISCO     |
|                 |                  |                                         |                |           |
| 3               | Castor           | "A Moda do Pisca Pisca" de Ruth Marlene | RISCO          | RISCO     |
| 4               | Urso-polar       | "Con te Partirò" de Andrea Boccelli     | VENCEU         | VENCEU    |
| Confronto final | Confronto final  | Confronto final                         | Identidade     | Resultado |
| 1               | Castor           | "All About That Bass" de Meghan Trainor | mascarado      | SALVO     |
| 2               | Bola de Espelhos | "Set Fire to the Rain" de Adele         | Bárbara Branco | ELIM      |
| 3               | Carrossel        | "Playback" de Carlos Paião              | mascarado      | SALVO     |

### Episódio 8 (2 e 9 de março)
Atuações especiais: Camaleão (Sónia Tavares) cantou "Bad Guy" de Billie Eilish; Staples (Fernando Daniel) cantou "Love Is On My Side" de The Black Mamba.
Investigadora convidada: Sónia Tavares.
| # | Máscara    | Canção                                        | Resultado |
| - | ---------- | --------------------------------------------- | --------- |
| 1 | Carrossel  | "Candyman" de Christina Aguilera              | VENCEU    |
| 2 | Castor     | "Y.M.C.A." de Village People                  | VENCEU    |
| 3 | Urso-polar | "Kalemba (Wegue Wegue)" de Buraka Som Sistema | RISCO     |
| 4 | Bróculo    | "Coração de Melão" de Melão                   | VENCEU    |

| #               | Máscara         | Canção                      | Resultado    | Resultado |
| --------------- | --------------- | --------------------------- | ------------ | --------- |
| 1               | Carrossel       | "Wannabe" de Spice Girls    | RISCO        | RISCO     |
| 2               | Castor          | "Faz Gostoso" de Blaya      | VENCEU       | VENCEU    |
| 3               | Bróculo         | "És Tão Boa" de Herman José | VENCEU       | VENCEU    |
| Confronto final | Confronto final | Confronto final             | Identidade   | Resultado |
| 1               | Urso-polar      | "Stayin' Alive" de Bee Gees | mascarado    | SALVO     |
| 2               | Carrossel       | "9 to 5" de Dolly Parton    | Ana Bacalhau | ELIM      |

### Episódio 9 (17 e 24 de março)
Atuação especial: João Manzarra cantou "Turn Up the Music" de Chris Brown.
| #               | Máscara                      | Canção                                      | Resultado  | Resultado |
| --------------- | ---------------------------- | ------------------------------------------- | ---------- | --------- |
| 1               | Bróculo (ft. Ivo Lucas)      | "Yolanda" de Irmãos Verdades                | RISCO      | RISCO     |
| 2               | Castor (ft. Pedro Granger)   | "Shut Up and Dance" de Walk the Moon        | VENCEU     | VENCEU    |
| 3               | Urso-polar (ft. Rita Guerra) | "Moves like Jagger" de Maroon 5             | RISCO      | RISCO     |
| Confronto final | Confronto final              | Confronto final                             | Identidade | Resultado |
| 1               | Bróculo                      | "Juramento eterno de sal" de Alvaro de Luna | mascarado  | SALVO     |
| 2               | Urso-polar                   | "Thriller" de Michael Jackson               | João Jesus | 3.º LUGAR |

| #               | Máscara         | Canção                       | Canção                | Canção                |
| --------------- | --------------- | ---------------------------- | --------------------- | --------------------- |
| 1               | Castor          | "Rainha" de Virgul           | "Rainha" de Virgul    | "Rainha" de Virgul    |
| 2               | Bróculo         | "O Sol" de Vitor Kley        | "O Sol" de Vitor Kley | "O Sol" de Vitor Kley |
| Confronto final | Confronto final | Confronto final              | Identidade            | Resultado             |
| 1               | Castor          | "Sushi" de Nenny             | Fátima Lopes          | 1.º LUGAR             |
| 2               | Bróculo         | "Amor D'Água Fresca" de Dina | Ricardo Pereira       | 2.º LUGAR             |

## Temporada 5
A quinta temporada de A Máscara estreou na SIC a 1 de janeiro e terminou a 2 de março de 2025.
A vencedora do terceiro prémio do Cérebro de Ouro foi a investigadora Aurea, que após empatar com a investigadora Carolina Loureiro, a mesma decidiu atribuir-lhe o prémio.

### Concorrentes
| Máscara              | Identidade                | Ocupação                       | Episódios | Episódios | Episódios | Episódios | Episódios | Episódios | Episódios | Episódios | Episódios | Episódios | Episódios | Episódios | Episódios | Episódios | Episódios |
| Máscara              | Identidade                | Ocupação                       | 1         | 2         | 3         | 4         | 5         | 5         | 6         | 6         | 7         | 7         | 8         | 9         | 10        | 11        | 12        |
| Máscara              | Identidade                | Ocupação                       | 1         | 2         | 3         | 4         | A         | B         | A         | B         | A         | B         | 8         | 9         | 10        | 11        | 12        |
| -------------------- | ------------------------- | ------------------------------ | --------- | --------- | --------- | --------- | --------- | --------- | --------- | --------- | --------- | --------- | --------- | --------- | --------- | --------- | --------- |
| Maçaroca             | Micaela                   | Cantora/Apresentadora          |           | VEN       |           | SALVO     |           | VEN       |           | VEN       | VEN       |           | VEN       | RISCO     | RISCO     | RISCO     | 1.º LUGAR |
| Rato                 | Júlia Palha               | Atriz                          | VEN       |           | VEN       |           |           | RISCO     |           | VEN       |           | VEN       | VEN       | RISCO     | VEN       | VEN       | 2.º LUGAR |
| Elefante             | Bruno de Carvalho         | Empresário                     | VEN       |           |           | VEN       | VEN       |           |           | VEN       | VEN       |           | SALVO     | VEN       | VEN       | VEN       | 3.º LUGAR |
| Abacate              | Marco Rodrigues           | Músico                         |           | VEN       | SALVO     |           | VEN       |           | VEN       |           | RISCO     |           | VEN       | RISCO     | RISCO     | ELIM      |           |
| Coala                | Gonçalo da Câmara Pereira | Fadista/Político/Eng. Agrónomo | RISCO     |           | RISCO     |           | RISCO     |           |           | RISCO     |           | RISCO     | VEN       | RISCO     | ELIM      |           |           |
| Tubarão              | Diogo Martins             | Ator                           |           | VEN       | VEN       |           |           | VEN       | VEN       |           |           | RISCO     | RISCO     | ELIM      |           |           |           |
| Foguetão             | Matay                     | Cantor                         | VEN       |           | VEN       |           | SALVO     |           | RISCO     |           | RISCO     |           | RISCO     | ELIM      |           |           |           |
| Relógio              | Anabela                   | Cantora/Atriz                  |           | RISCO     |           | VEN       | VEN       |           | VEN       |           |           | VEN       | ELIM      |           |           |           |           |
| Crocodilo            | João Moleira              | Jornalista                     | VEN       |           |           | VEN       |           | SALVO     | VEN       |           |           | ELIM      |           |           |           |           |           |
| Boneca               | Melão                     | Cantor                         | VEN       |           |           | RISCO     |           | VEN       |           | VEN       | ELIM      |           |           |           |           |           |           |
| Bola de Praia        | Kapinha                   | Ator                           |           | VEN       | RISCO     |           |           | VEN       |           | ELIM      |           |           |           |           |           |           |           |
| Bola de Praia        | Mafalda Teixeira          | Atriz                          |           | VEN       | RISCO     |           |           | VEN       |           | ELIM      |           |           |           |           |           |           |           |
| Pata                 | Rita Ribeiro              | Atriz/Produtora                | VEN       |           |           | VEN       |           | SALVO     | ELIM      |           |           |           |           |           |           |           |           |
| Cupcake              | Joana Aguiar              | Atriz                          |           | VEN       |           | RISCO     |           | ELIM      |           |           |           |           |           |           |           |           |           |
| Máquina de Pastilhas | Ana Galvão                | Locutora de rádio              | RISCO     |           | VEN       |           | ELIM      |           |           |           |           |           |           |           |           |           |           |
| Rosa                 | Ana Garcia Martins        | Criadora de conteúdos          |           | VEN       |           | ELIM      |           |           |           |           |           |           |           |           |           |           |           |
| Gazela               | Fátima Lopes              | Estilista                      |           | RISCO     | ELIM      |           |           |           |           |           |           |           |           |           |           |           |           |
| Joaninha             | Zé Manel                  | Cantor                         |           | ELIM      |           |           |           |           |           |           |           |           |           |           |           |           |           |
| Algodão Doce         | José Milhazes             | Jornalista/Historiador         | ELIM      |           |           |           |           |           |           |           |           |           |           |           |           |           |           |

### Episódio 1 (1 de janeiro)
| #            | Máscara              | Canção                                   | Resultado     | Resultado |
| ------------ | -------------------- | ---------------------------------------- | ------------- | --------- |
| 1            | Rato                 | "Perdoa" de Os Anjos                     | VENCEU        | VENCEU    |
| 2            | Máquina de Pastilhas | "Dance the Night" de Dua Lipa            | RISCO         | RISCO     |
| 3            | Elefante             | "Starboy" de The Weekend                 | VENCEU        | VENCEU    |
|              |                      |                                          |               |           |
| 4            | Pata                 | "Diamonds Are Forever" de Shirley Bassey | VENCEU        | VENCEU    |
| 5            | Algodão Doce         | "Este Sabor a Ti" de Tony Carreira       | RISCO         | RISCO     |
| 6            | Foguetão             | "Purple Rain" de Prince                  | VENCEU        | VENCEU    |
|              |                      |                                          |               |           |
| 7            | Crocodilo            | "Let's Dance" de David Bowie             | VENCEU        | VENCEU    |
| 8            | Boneca               | "Pó de Arroz" de Carlos Paião            | VENCEU        | VENCEU    |
| 9            | Coala                | "Preço Certo" de Pedro Mafama            | RISCO         | RISCO     |
| Batalha real | Batalha real         | Batalha real                             | Identidade    | Resultado |
| 1            | Máquina de Pastilhas | "Smile" de Lily Allen                    | mascarado     | SALVO     |
| 2            | Algodão Doce         | "Corazón" de Maluma e Nego do Borel      | José Milhazes | ELIM      |
| 3            | Coala                | "Eu Quero um Beijinho" de Quim Barreiros | mascarado     | SALVO     |

### Episódio 2 (4 de janeiro)
| #            | Máscara       | Canção                                                    | Resultado  | Resultado |
| ------------ | ------------- | --------------------------------------------------------- | ---------- | --------- |
| 1            | Tubarão       | "Sol de Inverno" de Simone de Oliveira                    | VENCEU     | VENCEU    |
| 2            | Rosa          | "Tá Turbinada" de Ana Malhoa                              | VENCEU     | VENCEU    |
| 3            | Relógio       | "Yesterday" de The Beatles                                | RISCO      | RISCO     |
|              |               |                                                           |            |           |
| 4            | Bola de Praia | "Cheguei" de Ludmilla                                     | VENCEU     | VENCEU    |
| 5            | Joaninha      | "Take Me to Church" de Hozier                             | RISCO      | RISCO     |
| 6            | Maçaroca      | "Arerê" de Ivete Sangalo                                  | VENCEU     | VENCEU    |
|              |               |                                                           |            |           |
| 7            | Gazela        | "It's Raining Men" de The Weather Girls                   | RISCO      | RISCO     |
| 8            | Abacate       | "Bésame mucho" de Consuelo Velásquez                      | VENCEU     | VENCEU    |
| 9            | Cupcake       | "Camaro Amarelo" de Munhoz & Mariano                      | VENCEU     | VENCEU    |
| Batalha real | Batalha real  | Batalha real                                              | Identidade | Resultado |
| 1            | Relógio       | "Time to Say Goodbye" de Sarah Brightman e Andrea Bocelli | mascarado  | SALVO     |
| 2            | Joaninha      | "Espresso" de Sabrina Carpenter                           | Zé Manel   | ELIM      |
| 3            | Gazela        | "Material Girl" de Madonna                                | mascarado  | SALVO     |

### Episódio 3 (5 de janeiro)
Atuações especiais: Aurea cantou "Who Can It Be Now?" de Men at Work; Camaleão (José Avillez) cantou "Creep" de Radiohead.
| #            | Máscara              | Canção                                                       | Resultado    | Resultado |
| ------------ | -------------------- | ------------------------------------------------------------ | ------------ | --------- |
| 1            | Foguetão             | "A Sky Full of Stars" de Coldplay                            | VENCEU       | VENCEU    |
| 2            | Coala                | "Vou Alugar um Quarto" de Jorge Guerreiro                    | RISCO        | RISCO     |
|              |                      |                                                              |              |           |
| 3            | Abacate              | "Despacito" de Luis Fonsi e Daddy Yankee                     | RISCO        | RISCO     |
| 4            | Tubarão              | "Flowers" de Miley Cyrus                                     | VENCEU       | VENCEU    |
|              |                      |                                                              |              |           |
| 5            | Bola de Praia        | "Falésia do Amor" de Santamaria                              | RISCO        | RISCO     |
| 6            | Rato                 | "Don't Stop the Music" de Rihanna                            | VENCEU       | VENCEU    |
|              |                      |                                                              |              |           |
| 7            | Gazela               | "Hung Up" de Madonna                                         | RISCO        | RISCO     |
| 8            | Máquina de Pastilhas | "Treasure" de Bruno Mars                                     | VENCEU       | VENCEU    |
| Batalha real | Batalha real         | Batalha real                                                 | Identidade   | Resultado |
| 1            | Abacate              | mascarado                                                    | mascarado    | SALVO     |
| 2            | Coala                | "Morango do Nordeste" de Walter de Afogados e Fernando Alves | mascarado    | SALVO     |
| 3            | Bola de Praia        | "Champagne Showers" de LMFAO e Natalia Kills                 | mascarado    | SALVO     |
| 4            | Gazela               | "Believe" de Cher                                            | Fátima Lopes | ELIM      |

### Episódio 4 (11 e 12 de janeiro)
Atuações especiais: Canetão da Staples (João Paulo Sousa) cantou "Eu Sou Aquele" de Excesso; Camaleão (Fernando Pimenta) cantou "Tudo o Que Eu Te Dou" de Pedro Abrunhosa.
| #            | Máscara      | Canção                                          | Resultado          | Resultado |
| ------------ | ------------ | ----------------------------------------------- | ------------------ | --------- |
| 1            | Relógio      | "A Máquina (Acordou)" de Amor Electro           | VENCEU             | VENCEU    |
| 2            | Cupcake      | "Cake by the Ocean" de DNCE                     | RISCO              | RISCO     |
|              |              |                                                 |                    |           |
| 3            | Rosa         | "Bad Romance" de Lady Gaga                      | RISCO              | RISCO     |
| 4            | Pata         | "Sex Bomb" de Tom Jones                         | VENCEU             | VENCEU    |
|              |              |                                                 |                    |           |
| 5            | Crocodilo    | "Wicked Game" de Chris Isaak                    | VENCEU             | VENCEU    |
| 6            | Maçaroca     | "O Que É que a Baiana Tem?" de Dorival Caymmi   | RISCO              | RISCO     |
|              |              |                                                 |                    |           |
| 7            | Boneca       | "Barbie Girl" de Aqua                           | RISCO              | RISCO     |
| 8            | Elefante     | "Can't Get You Out of My Head" de Kylie Minogue | VENCEU             | VENCEU    |
| Batalha real | Batalha real | Batalha real                                    | Identidade         | Resultado |
| 1            | Maçaroca     | mascarado                                       | mascarado          | SALVO     |
| 2            | Cupcake      | "Yeah!" de Usher, Lil Jon & Ludacris            | mascarado          | SALVO     |
| 3            | Rosa         | "La vie en rose" de Édith Piaf                  | Ana Garcia Martins | ELIM      |
| 4            | Boneca       | "Last Friday Night (T.G.I.F.)" de Katy Perry    | mascarado          | SALVO     |

### Episódio 5 (18 e 19 de janeiro)
| #            | Máscara              | Canção                                            | Resultado  | Resultado |
| ------------ | -------------------- | ------------------------------------------------- | ---------- | --------- |
| 1            | Abacate              | "Bella ciao" de Giovanna Daffini                  | VENCEU     | VENCEU    |
| 2            | Coala                | "Vais Partir" de Clemente                         | RISCO      | RISCO     |
|              |                      |                                                   |            |           |
| 3            | Elefante             | "Scream & Shout" de will.i.am e Britney Spears    | VENCEU     | VENCEU    |
| 4            | Foguetão             | "Happy" de Pharrell Williams                      | RISCO      | RISCO     |
|              |                      |                                                   |            |           |
| 5            | Relógio              | "Skyfall" de Adele                                | VENCEU     | VENCEU    |
| 6            | Máquina de Pastilhas | "Murder on the Dancefloor" de Sophie Ellis-Bextor | RISCO      | RISCO     |
| Batalha real | Batalha real         | Batalha real                                      | Identidade | Resultado |
| 1            | Foguetão             | mascarado                                         | mascarado  | SALVO     |
| 2            | Coala                | "Coração, Coração Sem Dono" de Ruth Marlene       | mascarado  | SALVO     |
| 3            | Máquina de Pastilhas | "Hey Ya!" de Outkast                              | Ana Galvão | ELIM      |

| #            | Máscara       | Canção                                                             | Resultado    | Resultado |
| ------------ | ------------- | ------------------------------------------------------------------ | ------------ | --------- |
| 1            | Tubarão       | "Dragostea Din Tei" de O-Zone                                      | VENCEU       | VENCEU    |
| 2            | Cupcake       | "Caviar" de Mónica Sintra                                          | RISCO        | RISCO     |
|              |               |                                                                    |              |           |
| 3            | Crocodilo     | "Sweet Dreams (Are Made of This)" de Eurythmics e David A. Stewart | RISCO        | RISCO     |
| 4            | Bola de Praia | "Bola Rebola" de Tropkillaz, J Balvin e Anitta                     | VENCEU       | VENCEU    |
|              |               |                                                                    |              |           |
| 5            | Rato          | "Blank Space" de Taylor Swift                                      | RISCO        | RISCO     |
| 6            | Maçaroca      | "Sua Cara" de Major Lazer, Anitta e Pablo Vittar                   | VENCEU       | VENCEU    |
|              |               |                                                                    |              |           |
| 7            | Pata          | "Rehab" de Amy Winehouse                                           | RISCO        | RISCO     |
| 8            | Boneca        | "Quente, Quente, Quente" de Doce                                   | VENCEU       | VENCEU    |
| Batalha real | Batalha real  | Batalha real                                                       | Identidade   | Resultado |
| 1            | Crocodilo     | mascarado                                                          | mascarado    | SALVO     |
| 2            | Pata          | mascarado                                                          | mascarado    | SALVO     |
| 3            | Cupcake       | "Party in the U.S.A." de Miley Cyrus                               | Joana Aguiar | ELIM      |
| 4            | Rato          | "Felices los 4" de "Maluma"                                        | mascarado    | SALVO     |

### Episódio 6 (25 e 26 janeiro)
Atuação especial: Camaleão (José Malhoa) cantou "Sube la temperatura" de Ana Malhoa.
| #            | Máscara      | Canção                                                | Resultado    | Resultado |
| ------------ | ------------ | ----------------------------------------------------- | ------------ | --------- |
| 1            | Crocodilo    | "(I Can't Get No) Satisfaction" de The Rolling Stones | VENCEU       | VENCEU    |
| 2            | Tubarão      | "Loucamente" de D.A.M.A. e Los Romeros                | VENCEU       | VENCEU    |
| 3            | Foguetão     | "I Gotta Feeling" de Black Eyed Peas                  | RISCO        | RISCO     |
|              |              |                                                       |              |           |
| 4            | Relógio      | "I'm Alive" de Celine Dion                            | VENCEU       | VENCEU    |
| 5            | Pata         | "Wake Me Up Before You Go-Go" de Wham!                | RISCO        | RISCO     |
| 6            | Abacate      | "Cucurrucucú paloma" de Tomás Méndez                  | VENCEU       | VENCEU    |
| Batalha real | Batalha real | Batalha real                                          | Identidade   | Resultado |
| 1            | Foguetão     | "I Got You (I Feel Good)" de James Brown              | mascarado    | SALVO     |
| 2            | Pata         | "Corazón partío" de Alejandro Sanz                    | Rita Ribeiro | ELIM      |

| #            | Máscara       | Canção                                      | Resultado        | Resultado |
| ------------ | ------------- | ------------------------------------------- | ---------------- | --------- |
| 1            | Coala         | "O Melhor Dia Para Casar" de Quim Barreiros | RISCO            | RISCO     |
| 2            | Maçaroca      | "O Mundo Vai" de Ivete Sangalo              | VENCEU           | VENCEU    |
| 3            | Rato          | "Oops!... I Did It Again" de Britney Spears | VENCEU           | VENCEU    |
|              |               |                                             |                  |           |
| 4            | Bola de Praia | "On the Floor" de Jennifer Lopez e Pitbull  | RISCO            | RISCO     |
| 5            | Boneca        | "thank u, next" de Ariana Grande            | VENCEU           | VENCEU    |
| 6            | Elefante      | "Do You No Wrong" de Richie Campbell        | VENCEU           | VENCEU    |
| Batalha real | Batalha real  | Batalha real                                | Identidade       | Resultado |
| 1            | Coala         | "O Ritmo do Amor (Kuduro)" de Emanuel       | mascarado        | SALVO     |
| 2            | Bola de Praia | "É Melhor Não Dúvidar" de C4 Pedro          | Kapinha          | ELIM      |
| 2            | Bola de Praia | "É Melhor Não Dúvidar" de C4 Pedro          | Mafalda Teixeira | ELIM      |

### Episódio 7 (1 e 2 de fevereiro)
Atuação especial: Camaleão (Diogo Piçarra) cantou "Grace Kelly" de Mika.
| #            | Máscara      | Canção                                                 | Resultado  | Resultado |
| ------------ | ------------ | ------------------------------------------------------ | ---------- | --------- |
| 1            | Elefante     | "bad guy" de Billie Eilish                             | VENCEU     | VENCEU    |
| 2            | Maçaroca     | "Bulería" de David Bisbal                              | VENCEU     | VENCEU    |
| 3            | Foguetão     | "Sexual Healing" de Marvin Gaye                        | RISCO      | RISCO     |
| 4            | Boneca       | "Cinderela" de Carlos Paião                            | RISCO      | RISCO     |
| 5            | Abacate      | "María" de Ricky Martin                                | RISCO      | RISCO     |
| Batalha real | Batalha real | Batalha real                                           | Identidade | Resultado |
| 1            | Foguetão     | "Let's Stay Together" de Al Green                      | mascarado  | SALVO     |
| 2            | Boneca       | "Saia da Carolina" de Carolina Deslandes               | Melão      | ELIM      |
| 3            | Abacate      | "Canción del mariachi" de Antonio Banderas e Los Lobos | mascarado  | SALVO     |

| #            | Máscara      | Canção                                   | Resultado    | Resultado |
| ------------ | ------------ | ---------------------------------------- | ------------ | --------- |
| 1            | Crocodilo    | "Human" de Rag'n'Bone Man                | RISCO        | RISCO     |
| 2            | Coala        | "Baile de Verão" de José Malhoa          | RISCO        | RISCO     |
| 3            | Tubarão      | "La tortura" de Shakira e Alejandro Sanz | RISCO        | RISCO     |
| 4            | Relógio      | "Ne me quitte pas" de Jacques Brel       | VENCEU       | VENCEU    |
| 5            | Rato         | "Where Is the Love?" de Black Eyed Peas  | VENCEU       | VENCEU    |
| Batalha real | Batalha real | Batalha real                             | Identidade   | Resultado |
| 1            | Crocodilo    | "Sail" de Awolnation                     | João Moleira | ELIM      |
| 2            | Coala        | "Rainha do TikTok" de Miguel Azevedo     | mascarado    | SALVO     |
| 3            | Tubarão      | "Like a Virgin" de Madonna               | mascarado    | SALVO     |

### Episódio 8 (8 de fevereiro)
| #            | Máscara      | Canção                                     | Resultado  | Resultado |
| ------------ | ------------ | ------------------------------------------ | ---------- | --------- |
| 1            | Relógio      | "Onde Vais" de Bárbara Bandeira e Carminho | RISCO      | RISCO     |
| 2            | Rato         | "Show das Poderosas" de Anitta             | VENCEU     | VENCEU    |
|              |              |                                            |            |           |
| 3            | Abacate      | "La Cucaracha" de The Mariachis            | VENCEU     | VENCEU    |
| 4            | Foguetão     | "Crazy" de Gnarls Barkley                  | RISCO      | RISCO     |
|              |              |                                            |            |           |
| 5            | Coala        | "Beijo de Funaná" de Némanus               | VENCEU     | VENCEU    |
| 6            | Elefante     | "One More Time" de Daft Punk               | RISCO      | RISCO     |
|              |              |                                            |            |           |
| 7            | Maçaroca     | "Mas que Nada" de Jorge Ben                | VENCEU     | VENCEU    |
| 8            | Tubarão      | "Training Season" de Dua Lipa              | RISCO      | RISCO     |
| Batalha real | Batalha real | Batalha real                               | Identidade | Resultado |
| 1            | Elefante     | mascarado                                  | mascarado  | SALVO     |
| 2            | Relógio      | "Dia de Folga" de Ana Moura                | Anabela    | ELIM      |
| 3            | Foguetão     | "Stand by Me" de Ben E. King               | mascarado  | SALVO     |
| 4            | Tubarão      | "Let Me Entertain You" de Robbie Williams  | mascarado  | SALVO     |

### Episódio 9 (9 de fevereiro)
Atuação especial: Camaleão (Inês Lopes Gonçalves) cantou "Wrecking Ball" de Miley Cyrus.
| #            | Máscara      | Canção                                    | Resultado     | Resultado |
| ------------ | ------------ | ----------------------------------------- | ------------- | --------- |
| 1            | Rato         | "Si Antes Te Hubiera Conocido" de Karol G | RISCO         | RISCO     |
| 2            | Abacate      | "Bailando" de Enrique Iglesias            | RISCO         | RISCO     |
| 3            | Foguetão     | "I Have Nothing" de Whitney Houston       | RISCO         | RISCO     |
| 4            | Coala        | "As Meninas da Ribeira do Sado" de Adiafa | RISCO         | RISCO     |
| 5            | Elefante     | "Padam Padam" de Kylie Minogue            | VENCEU        | VENCEU    |
| 6            | Maçaroca     | "Menina Solta" de Giulia Be               | RISCO         | RISCO     |
| 7            | Tubarão      | "I Want to Break Free" de Queen           | RISCO         | RISCO     |
| Batalha real | Batalha real | Batalha real                              | Identidade    | Resultado |
| 1            | Abacate      | "Bella ciao" de Giovanna Daffini          | mascarado     | SALVO     |
| 2            | Foguetão     | "Purple Rain" de Prince                   | Matay         | ELIM      |
| 3            | Coala        | "Preço Certo" de Pedro Mafama             | mascarado     | SALVO     |
|              |              |                                           |               |           |
| 4            | Rato         | "Don't Stop the Music" de Rihanna         | mascarado     | SALVO     |
| 5            | Maçaroca     | "O Mundo Vai" de Ivete Sangalo            | mascarado     | SALVO     |
| 6            | Tubarão      | "Dragostea Din Tei" de O-Zone             | Diogo Martins | ELIM      |

### Episódio 10 (16 de fevereiro)
Atuação especial: Teca (Cláudia Borges) cantou "Good Luck, Babe!" de Chappell Roan.
| #            | Máscara      | Canção                                  | Resultado                 | Resultado |
| ------------ | ------------ | --------------------------------------- | ------------------------- | --------- |
| 1            | Abacate      | "La Llorona" de Chavela Vargas          | RISCO                     | RISCO     |
| 2            | Rato         | "Yummy" de Justin Bieber                | VENCEU                    | VENCEU    |
| 3            | Maçaroca     | "Terremoto" de MC Kevinho e Anitta      | RISCO                     | RISCO     |
| 4            | Elefante     | "Is This Love" de Bob Marley            | VENCEU                    | VENCEU    |
| 5            | Coala        | "O Burrito" de Fernando Correia Marques | RISCO                     | RISCO     |
| Batalha real | Batalha real | Batalha real                            | Identidade                | Resultado |
| 1            | Abacate      | "Cielito lindo" de André Rieu           | mascarado                 | SALVO     |
| 2            | Maçaroca     | "Rapunzel" de Daniela Mercury           | mascarado                 | SALVO     |
| 3            | Coala        | "Bamboléo" de Gipsy Kings               | Gonçalo da Câmara Pereira | ELIM      |

### Episódio 11 (23 de fevereiro)
Atuações especiais: Camaleão (Victoria Guerra) cantou "Umbrella" de Rihanna; KIK (Miguel Costa) cantou "Can't Stop the Feeling!" de Justin Timberlake.
| # | Máscara  | Canção                                                                 | Resultado | Resultado |
| - | -------- | ---------------------------------------------------------------------- | --------- | --------- |
| 1 | Abacate  | "La bicicleta" de Carlos Vives e Shakira                               | RISCO     | RISCO     |
| 2 | Rato     | "Toxic" de Britney Spears                                              | RISCO     | RISCO     |
| 3 | Maçaroca | "Tô Nem Aí" de Luka                                                    | RISCO     | RISCO     |
| 4 | Elefante | "Desenrola Bate Joga de Ladin" de DJ Bel da CDD, L7nnon e Os Hawaianos | VENCEU    | VENCEU    |

| #            | Máscara      | Canção                               | Resultado       | Resultado |
| ------------ | ------------ | ------------------------------------ | --------------- | --------- |
| 1            | Abacate      | "Maravilhoso Coração" de Marco Paulo | RISCO           | RISCO     |
| 2            | Rato         | "Dialectos de Ternura" de Da Weasel  | VENCEU          | VENCEU    |
| 3            | Maçaroca     | "Sorte Grande" de Ivete Sangalo      | RISCO           | RISCO     |
| Batalha real | Batalha real | Batalha real                         | Identidade      | Resultado |
| 1            | Abacate      | "Despacito" de Luis Fonsi            | Marco Rodrigues | ELIM      |
| 2            | Maçaroca     | "Arerê" de Ivete Sangalo             | mascarado       | SALVO     |

### Episódio 12 (2 de março)
| #     | Máscara  | Canção                                 | Parceiro musical  | Resultado |
| ----- | -------- | -------------------------------------- | ----------------- | --------- |
| 1     | Rato     | "Loucamente" de D.A.M.A. e Los Romeros | D.A.M.A.          | VENCEU    |
| 2     | Maçaroca | "Despertar" de Nininho Vaz Maia        | Nininho Vaz Maia  | RISCO     |
| 3     | Elefante | "Castelo de Cartas" de SYRO            | SYRO              | RISCO     |
| Duelo | Duelo    | Duelo                                  | Identidade        | Resultado |
| 1     | Maçaroca | "Faz Gostoso" de Blaya                 | mascarado         | SALVO     |
| 2     | Elefante | "Get Lucky" de Daft Punk               | Bruno de Carvalho | 3.º LUGAR |

| #            | Máscara      | Canção                                  | Parceiro musical          | Parceiro musical          |
| ------------ | ------------ | --------------------------------------- | ------------------------- | ------------------------- |
| 1            | Maçaroca     | "És Tão Boa" de Herman José             | Ricardo Pereira (Bróculo) | Ricardo Pereira (Bróculo) |
| 2            | Rato         | "A Moda do Pisca Pisca" de Ruth Marlene | Fátima Lopes (Castor)     | Fátima Lopes (Castor)     |
| Batalha real | Batalha real | Batalha real                            | Identidade                | Resultado                 |
| 1            | Maçaroca     | "Lento" de Daniel Santacruz             | Micaela                   | 1.º LUGAR                 |
| 2            | Rato         | "Despechá" de Rosalía                   | Júlia Palha               | 2.º LUGAR                 |

## Prémios
Troféus de Televisão TV 7 Dias/Impala
| Ano  | Prémio                           | Resultado |
| ---- | -------------------------------- | --------- |
| 2021 | Entretenimento - Melhor Programa | Indicado  |